# 2024년 5월 죽음
다음은 2024년 5월에 사망한 저명한 인물 목록이다.
- 5월 1일
  - 대한민국의 군인 이종연
  - 대한민국의 기업인 함태용
- 5월 2일
  - 미국의 농구인 다리우스 모리스

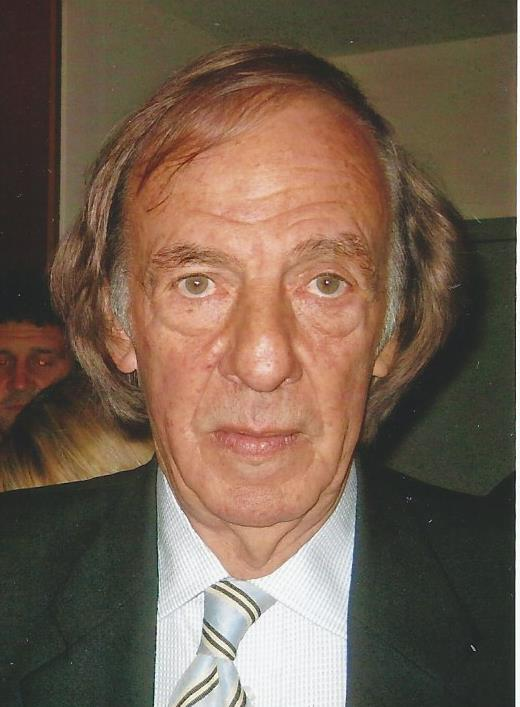
세사르 루이스 메노티

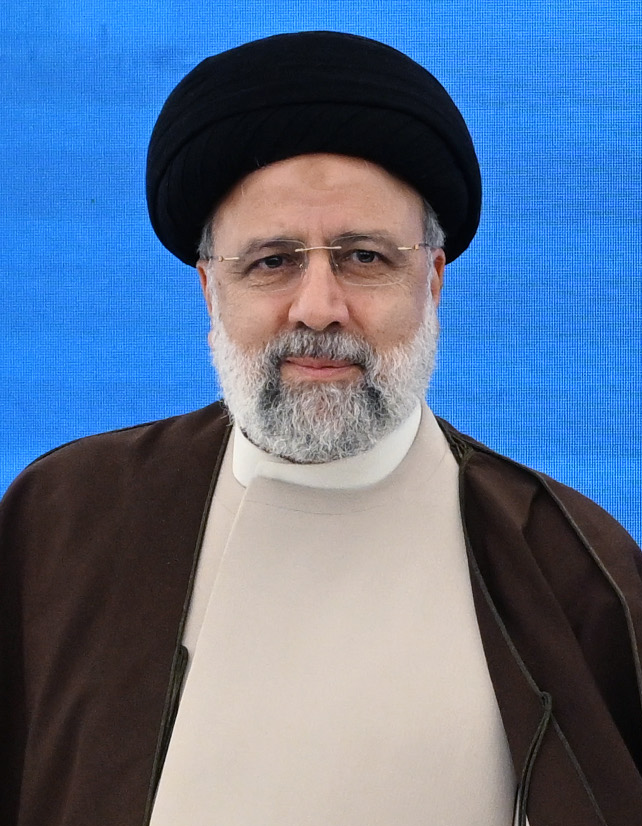
에브라힘 라이시

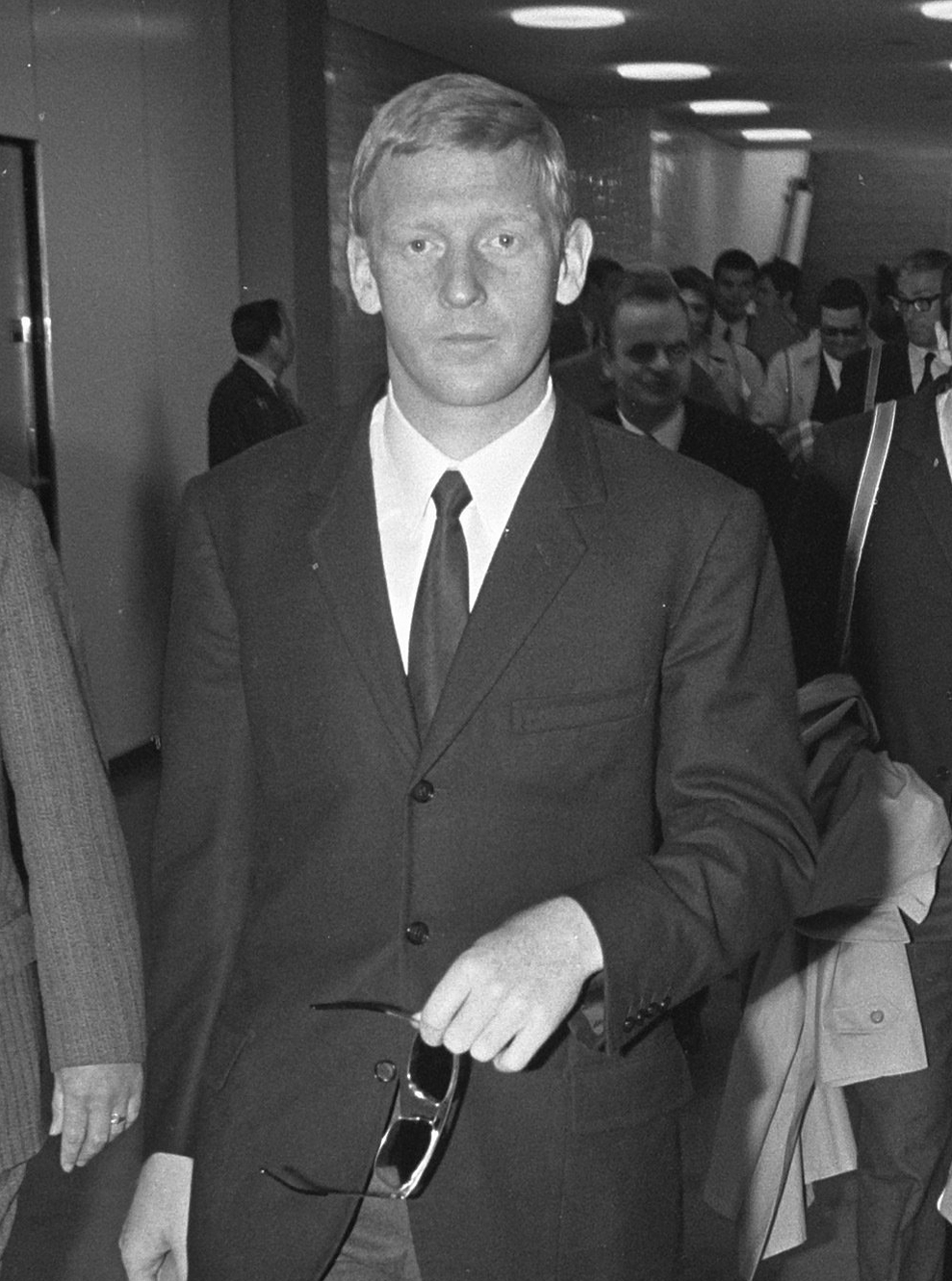
카를하인츠 슈넬링거

  - 네덜란드의 피겨스케이팅 선수 샤우크여 데이크스트라
  - 동독의 군인 베르너 바인홀트
  - 미국의 영화배우 수잔 버크너
- 5월 3일 - 일본의 정치인 아이치 가즈오
- 5월 4일
  - 대한민국의 연극인 임영웅
  - 대한민국의 군인 정안호
  - 일본의 영화배우 카라 주로
  - 미국의 화가 프랭크 스텔라
- 5월 5일
  - 잉글랜드의 영화배우 버나드 힐
  - 아르헨티나의 축구인 세사르 루이스 메노티
  - 헝가리의 작가 케네즈 헤카 에텔카
- 5월 6일 - 일본의 사업가 교고쿠 다카하루
- 5월 7일
  - 조선민주주의인민공화국의 정치인 김기남
  - 대한민국의 배우 남석훈
  - 미국의 음악가 스티브 알비니
- 5월 9일
  - 미국의 영화배우 로저 코먼
  - 미국의 야구인 숀 버로스
  - 핀란드의 크로스컨트리 스키선수 토이니 포이스티
- 5월 10일
  - 미국의 수학자 제임스 해리스 사이먼스
  - 대한민국의 언론인 현제훈
- 5월 11일
  - 미국의 영화배우 수잔 백클리니
  - 미국의 군인 존 A. 위컴 주니어
  - 대한민국의 경제학자 정창영
- 5월 12일
  - 미국의 영화배우 마크 데이먼
  - 미국의 색소폰연주자 데이비드 샌본
- 5월 13일
  - 캐나다의 소설가 앨리스 먼로
  - 대한민국의 수학강사 삽자루
- 5월 14일 - 대한민국의 언어학자 장석진
- 5월 16일
  - 대한민국의 정치인 박명서
  - 미국의 영화배우 대브니 콜먼
- 5월 17일
  - 미국의 공군 장교 버드 앤더슨
  - 일본의 성우 우메즈 히데유키
- 5월 18일 - 미국의 역학자 피터 벅스턴
- 5월 19일
  - 이란의 제8대 대통령 에브라힘 라이시
  - 이란의 외무장관 호세인 아미르압돌라히안
- 5월 20일
  - 일본의 성우 마스야마 에이코
  - 대한민국의 언론인 서양원
  - 독일의 축구인 카를하인츠 슈넬링거
- 5월 22일
  - 미국의 영화배우 대릴 히크먼
  - 대한민국의 시인 성춘복
  - 대한민국의 시인 신경림
  - 대한민국의 정치인 이장희
- 5월 23일
  - 미국의 영화감독 모건 스펄록
  - 대한민국의 디자이너 석금호
- 5월 27일
  - 미국의 농구인 빌 월튼
  - 미국의 영화배우 엘리자베스 맥래
- 5월 29일
  - 미국의 농구선수 래리 캐넌
  - 독일의 권투선수 만프레드 볼케
  - 대한민국의 언론인 한경석
- 5월 30일 - 미국의 영화배우 톰 바우어
- 5월 31일 - 캐나다의 연쇄살인범 로버트 픽턴